# Wrenshall (Minnesota)
Wrenshall es una ciudad ubicada en el condado de Carlton en el estado estadounidense de Minnesota. En el Censo de 2010 tenía una población de 399 habitantes y una densidad poblacional de 102,7 personas por km².

## Geografía
Wrenshall se encuentra ubicada en las coordenadas 46°37′18″N 92°23′3″O / 46.62167, -92.38417. Según la Oficina del Censo de los Estados Unidos, Wrenshall tiene una superficie total de 3.88 km², de la cual 3.88 km² corresponden a tierra firme y (0%) 0 km² es agua.

## Demografía
Según el censo de 2010, había 399 personas residiendo en Wrenshall. La densidad de población era de 102,7 hab./km². De los 399 habitantes, Wrenshall estaba compuesto por el 95.99% blancos, el 0% eran afroamericanos, el 1.75% eran amerindios, el 0% eran asiáticos, el 0% eran isleños del Pacífico, el 0% eran de otras razas y el 2.26% pertenecían a dos o más razas. Del total de la población el 0% eran hispanos o latinos de cualquier raza.